# مصطفى القيسي
مصطفى القيسي (10 أكتوبر 1937 - 1 ديسيمبر 2019) سياسي وضابط استخبارات أردني شغل منصب مدير دائرة المخابرات العامة بين عامي 1989 و1996، وھو أرفع منصب أمني في الأردن. یعتبر من أبرز الشخصیات في عھد الملك الراحل الحسین بن طلال. وصفته صحيفة «رأي اليوم» بعد رحيله بأسطورة العمل الأمني والوطني. وخلال فترة توليه المنصب، أشرف على العمليات الأمنية في ظل تحولات سياسية إقليمية ومحلية، من بينها حرب الخليج والإصلاحات السياسية في الأردن. بدأ مسيرته المهنية في سلك الأمن العام قبل أن ينتقل إلى العمل الاستخباري، حيث خدم بدايةً في مديرية الأمن العام، ثم التحق بدائرة المخابرات العامة وتدرّج في مناصبها حتى أصبح مديرًا لها. وتزامنت فترة قيادته مع أحداث إقليمية بارزة مثل عملية السلام الفلسطينية-الإسرائيلية والتغيرات الاقتصادية التي شهدها الأردن.
بعد مغادرته دائرة المخابرات، تولى القيسي مناصب حكومية عدّة، من بينها وزير دولة لشؤون رئاسة الوزراء في أوائل العقد الأول من الألفية الثانية. شكّلت خبرته الأمنية خلفية مؤثرة في مشاركته في قضايا الأمن والسياسات الوطنية. كما بقي فاعلًا في الحياة السياسية من خلال عضويته في مجلس الأعيان.

## حياته
وُلد في لواء ذیبان في محافظة مأدبا، في العاشر من تشرین أول عام 1937. بعد تخرجه من كلیة الحسین بعمان، التحق بكلیة الشرطة الملكیة، ثم عمل ضابطاً في الأمن العام، ومنه
التحق بدائرة المخابرات العامة، وعمل بھا ضابطاً وتدرج في المناصب القیادیة حتى حصوله على رتبة فریق أول.
تولى إدارة المخابرات العامة الأردنیة في الفترة ما بین 1989 – 1996، والتي تعتبر من أكثر المراحل حساسية في التاریخ السیاسي الحدیث للأردن، لما شھدته من أحداث سیاسیة واجتماعیة واقتصادیة وأمنیة داخلیة، فضلاً عن تحولات سیاسیة في الإقلیم تزامنت مع حرب الخلیج الثانیة.
وكجزء من التقدیر لدوره المحوري وإسھاماته في تلك الفترة، اختاره الملك الحسين، بتاریخ الرابع من شباط 1996، لیكون مستشاراً له ومقرراً لمجلس أمن الدولة برتبة وزیر، وھو من المناصب الحساسة في البعدین الأمني والسیاسي على المستوى الاستشاري.
وفي العام 2001 عیّن القیسي عضواً في مجلس الأعیان الأردني التاسع عشر عام 2001، وھو المجلس الذي یلعب
دوراً تشریعیا استشاریاً على المستوى الوطني، لما یضمه من نخبة من رجال السیاسیة والشخصیات الوطنیة، لیسمى
بـ«مجلس الملك».
وفي حكومة علي ابوالراغب. تم اختیار القیسي لیدخل التشكیلة الحكومة كوزیر دولة لشؤون رئاسة الوزراء ما بین عامي 2002 و 2003، مع الإشارة إلى أنه ومدیر المخابرات الأسبق نذیر رشید، ھما مدیرا المخابرات الوحیدین
الذین تسلما منصبا وزاریا في الحكومات الأردنیة في السنوات الأخیرة من عھد الملك الراحل الحسین بن طلال وطوال
سنوات حكم الملك عبد الله الثاني.
وأثناء تولیه منصب وزیر الدولة لشؤون رئاسة الوزراء أشرف القیسي على ملفات مھمة في تلك الفترة، كان أبرزھا
ملف قضیة التسھیلات البنكیة وملفات كثیرة تتعلق بالأمن القومي ومحاربة الفساد لما عرف به الفریق أول القیسي من
قدرات متمیزة ومھنیة وأمانة وشجاعة.

## محطات أمنیة وسیاسیة
برز القیسي منذ بواكیر عمله ضابطاً في المخابرات العامة، وكان لأسمه ظھور وحضور في عدید المحطات والأحداث
التي شھدھا الأردن في المستویات الأمنیة والسیاسیة، ما جعل اسمه معروفاً ویتردد على ألسنة النخب السیاسیة
والشخصیات الوطنیة في فترات مھمة عاشھا الأردن.

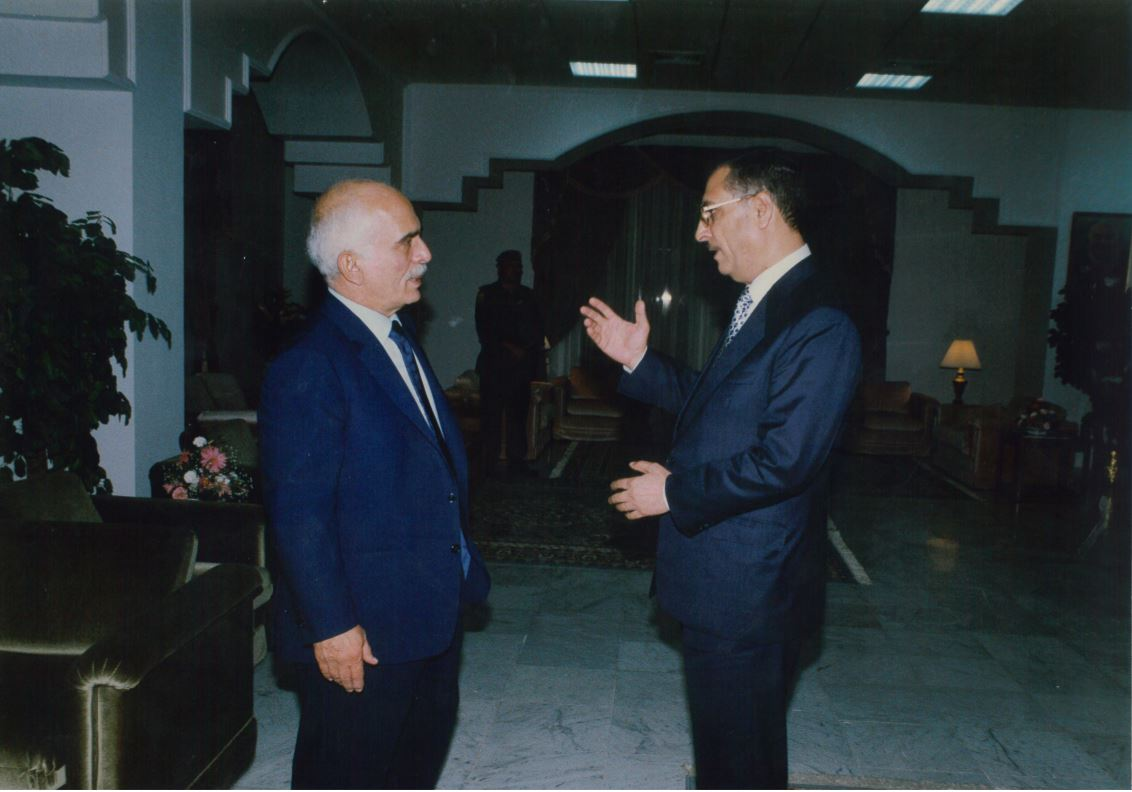
مصطفى القيسي مع الملك الحسين

أمنیاً، ارتبط اسم القیسي بأحداث تاریخیة رسخته في ذاكرة الأردنيين، لا سیما في فترة مطلع السبعینیات التي عاش فیھا
الأردن وعایش فیھا الأردنیون أحداثاً أمنیة مؤسفة، خصوصا مع بروز دوره إبان الحكومة الثالثة لرئیس الوزراء الشھید
وصفي التل، التي تشكلت في تشرین الأول 1970 حتى اغتیال التل في القاھرة في الثامن والعشرین من تشرین الثاني
1971.
عرف القیسي، في تلك الفترة الاستثنائیة في تاریخ المملكة لما حملته من تھدید وجودي، بأنه كان یركب موجة الخطر،
الذي سیطر على البلاد حینھا، لیقطع الطریق المؤدي إلى منزل الراحل التل في منطقة الكمالیة في صویلح، لیطلعه على
التطورات الأمنیة والسیاسیة، في مھمةٍ وطنیة جلیلة أوكلت للقیسي، الذي كان لا یزال حینھا ضابطا صاعدا برتبة «رائد»
في جھاز المخابرات الأردنیة.
ولم یقف بروز نجم القیسي، الضابط الألمعي كما یصفه كثیرون من رجالات الأردن، عند تلك المرحلة، بل أصبح أكثر
حضوراً في أحداث محوریة قاد فیھا خلایا أزمات أمنیة، أحبطت مخططات تستھدف الأمن الوطني للأردن، وبما یدلل على
الحنكة والفطنة الأمنیة التي عرف بھا القیسي.
وفي ھذا السیاق، یعزى للقیسي إحباط محاولة تفجیر رئاسة الوزراء إبان حكومة رئیس الوزراء الراحل أحمد اللوزي،
حیث كان القیسي قائدا للخلية الأمنية التي افشلت المخطط الإرھابي، وتم على أثرھا القاء القبض على المخطط "أبو داوود"وزمرته من قبل دائرة المخابرات العامة.
وقاد القیسي وزمیله حینھا والجنرال لاحقا مروان قطیشات دورا أمنیاً واستخباریاً مھماً في إفشال محاولة تفجیر
طائرة الملك الراحل الحسین عام 1977.
وعلى الصعید السیاسي، حملت المرحلة، التي تقلد فیھا القیسي منصب مدیر المخابرات العامة، محطات وأحداثاً سیاسة
فاصلة في تاریخ الأردن الحدیث وأخرى على المستوى الأقلیمي، وجاءت مرحلة التحول الدیمقراطي في العام 1989
المحطة الأبرز سیاسیاً وشعبیاً في تلك الفترة، التي قاد فیھا القیسي مھمته الأمنیة بتوازن، لما لأھمیة تلك الخطوة، الانتقال
نحو آفاق دیمقراطیة أرحب، من وزنٍ في السیاق الوطني وصورة الأردن الدیمقراطیة خارجیاً.
ومثّل الدور الإشرافي، الذي كان مستند وأقرب للزاویة الدیمقراطیة من الزوایة الأمنیة، منصةّ نجحت الدولة تحتھا في
عبور وتنظیم أول انتخابات برلمانیة بعد الغاء الأحكام العرفیة، والتي حظیت بشھادات محلیة ودولیة وغاب عنھا الانتقاد
حتى في صفوف المعارضة الحزیة والسیاسیة، التي وصل ممثلین لھا للبرلمان.
ولفت ھذا النجاح الأمني في الحرص على نزاھة الانتخابات ونجاحھا، الأنظار باتجاه القیسي، الذي أثبت قدرة وإمكانیة
تضمن توافق وتطابق الأمني مع السیاسي بعیداً عن صورة التناقض أو التنافس التي حكمت انطباعیاً العلاقة بینھما، كما
یؤكد مراقبون وسیاسیون عاشوا تفاصیل تلك الفترة، لدرجة راھن البعض أنه -أي القیسي- كان مطروحاً ضمن خیارات
الترشیح لمنصب رئیس الوزراء، الذي كان الملك الراحل الحسين حریصاً على اختیاره بعنایة لحساسیة ومقتضیات ومتطلبات تلك الفترة.
إلا أن الحسین، كما یقول كثیرون، ذھب لخیار استراتیجي أكثر أھمیة في منظور الأمن الوطني، حینما تمسّك ببقاء
القیسي في منصبه لیستمر سنوات إضافیة أھلته أیضاً أن تجري الانتخابات النیابیة 1993 وھو على رأس المؤسسة
الأمنیة.
ویتحدث مراقبین وسیاسیین عن تلك الفترة، بأن القیسي مزج فیھا بین رؤیة الأمني ومتطلبات السیاسي، خصوصاً وأن
متطلبات الدخول في مرحلة التحوّل الدیمقراطي كان لا بد أن تتواكب معھا إجراءات أمنیة ما كانت لتتم لولا تفھم
المؤسسة الأمنیة لھا، مثل قرارات طالت إعادة جوازات آلاف الأشخاص التي كانت محجوزة في المرحلة العرفیة، أو
رفع موانع العمل والسفر، والانفتاح على جماعات حزبیة وسیاسیة في الأردن وترخیصھا وتحویلھا إلى مكون شرعي.

## مواجھة التحدیات الإقلیمیة
لم یقتصر الدور البارز الذي امتاز به الباشا القیسي على محطات ومراحل وقضایا مرتبطة بالشأن المحلي الأردني، أو
محصورة في القضایا الأمنیة، بل من منطلق المسؤولیة الوطنیة المناطة بدائرة المخابرات العامة، فإن الاشتباك مع عدید
القضایا التي تمس المصلحة الوطنیة العلیا للأردن، كان أساسیاً في تلك الفترة.
ومن ھذا المنطلق، تعامل القیسي في تلك الفترة مع تداعیات وإفرازات التحدیات الأقلیمیة التي رافقت وتبعت حرب الخلیج الأولى (احتلال الكویت عام 1990 وحرب الخلیج الثانیة) 1991، خصوصا وأن العلاقات البینیة السیاسیة والدبلوماسیة شھدت حالة شبه الجمود مع بعض الدول، نتیجة سوء الفھم حول الموقف الأردني حول الأحداث حینھا.
وفي تلك الفترة أیضاً اشتدت وتیرة الجھود الدولیة حیال حل الصراع العربي الإسرائیلي، لا سیما وأن الولایات المتحدة
اختارب بعد حرب الخلیج الثانیة الذھاب إلى دعم خیارات المفاوضات السلام، واطلاق مؤتمر مدرید للسلام، وھي مرحلة تطلبت من الأردن الاستعداد التام تحضیراً لما بعدھا وصولا إلى أوسلو ومن ثم معاھدة السلام الأردنیة الإسرائیلیة في العام 1994.
ولعبت دائرة المخابرات العامة في حینھا دوراً محوریاً، وإن لم یكن علنیاً، لكنه كان مسانداً وردیفاً للدور الدبلوماسي
والسیاسي للدولة الأردنیة في تحقیق وحفظ مصالح الوطنیة العلیا، وھو دور مشھود یعلمه من عاصر تلك المرحلة من
رجالات السیاسة والأمن والصحافة والنخب الوطنیة والأكادیمیة.
إلى جانب كل ھذه التحدیات المھمة، لم یتراجع التصدي لخطر الإرھاب، الذي شكلل تهديداً خارجیاً للمملكة حینھا، عن
سلم أولویات المخابرات الأردنیة، خصوصا وأن تلك الفترة التي تبعت انھیار الاتحاد السوفیاتي وعودة من أطلق علیھم
المجاھدین الأفغان، ومن ثم تشكيل مجموعات ذات اھداف سیاسیة وحزبیة أیدلوجیة نتیجة الانقسامات في حرب الخلیج
سعت للنیل من الأردن وأمنه واستقرار، وقد تصدى جھاز المخابرات، بقیادة القیسي، حینھا بكل إقتدار لكل تلك
المحاولات وأحبط كل ھذه المحاولات.

## وفاته
توفي في 1 ديسيمبر 2019، حیث كان آخر نشاط له هو ظھوره فی استقبال الملك عبد الله الثاني الذي زاره في منزله في ماحص في شھر آیار 2019، للإطمئنان علیه وعلى صحته نتیجة معاناته من
المرض. كرَّمه أيضا بعد رحيله بالحضور مع ولده الأمير حسين ولي العهد، إلى بيت العزاء لمشاطرة أهله وعشيرته المواساة بفقدانه.
كان مشھد تكریم الفریق أول مصطفى القیسي في رحیله مھیباً وسط حضور رسمي وشعبي عكس التقدیر والاحترام
والتقدیر الذي یحظى به الراحل. شیع الآلاف الجثمان بجنازة عسكریة مھیبة محمولاً على أكتاف رفاق السلاح من أبناء القوات المسلحة الأردنیة بعد صلاة عصر یوم الاثنین في 2 ديسيمبر 2019 حیث انطلق الجثمان من المدینة الطبیة إلى مسجد سحاب حیث تمت الصلاة علیه ثم نقله إلى
مثواه الأخیر في مقبرة العائلة في سحاب.
شارك كبیر مستشاري الملك عبد الله الثاني للشؤون الثقافة والدینیة المبعوث الشخصي الامیر غازي بن محمد في مراسم الدفن، حیث كان إلى جانب أبناء الراحل في حمل النعش على كتفه وانزاله إلى لحده تقدیرا ووفاءً لعطاء الباشا
القیسي الموصول في خدمة المملكة الأردنیة الھاشمیة.